# Володимеровы
Володимеровы (Влодимировы и Володимировы, Владимировы) — древний дворянский род.
В Гербовник внесены четыре фамилии этого имени, из которых первые три пишутся: Володимеровы, а последняя — Владимиров.
1. Потомство Семёна Володимерова, за которым показано во владении поместье (1645) (Герб. VII, 93).
2. Иван Фёдорович Володимеров, пожалованный на дворянское достоинство дипломом (1799) (Герб. IV, 148).

3. Семён Володимеров, в службу вступил (1803), произведен в прапорщики (1806) и состоя в чине майора получил диплом на потомственное дворянское достоинство (1836). (Герб. XI, 106).
4. Григорий Владмирович Владимиров, утверждённый в дворянстве по ордену, полученному им (1882). (Герб. XIV, 129).

## История рода
В конце XV столетия Василий-Овца, Андрей, Данила и Михаил Ивановичи владели поместьями в Новгородской области. Фёдор Владимиров владел поместьем в Деревской пятине (1495). Иван Андреевич и Семён Васильевичи владели поместьями в Шелонской пятине (1539). Немир Семёнович упомянут (1555-1556). Вдова Назария - Татьяна с сыновьями Лукьяном и Иваном владели поместьем в Каширском уезде (1578). Иван Григорьевич (1580) с сыном Тихоном (1649) служили городовыми дворянами по Мещёре. Елизарий Семёнович владел поместьем в Медынском уезде (1586).
Сын боярский Салман Владимиров упомянут (1614). Федот Юрьевич владел вотчинами в Зубцовском и Старицком уездах (1622), погиб под Смоленском (1634), после чего вотчина перешла его сыну Василию, а жена Аксинья приняла иночество. Родной племянник Матвея Михайловича Годунова ельчанин Михаил Фёдорович Владимиров упомянут (1620-1623). Сыны боярские Минай и Семён Владимировы служили по Лебедяни и владели поместьями в Лебедянском уезде (1660). Четыре представителя рода владели поместьями в Ряжском уезде (1675-1678). Иван Матвеевич послан царём в Старую Русу с грамотами (1682). Анна Ивановна Владимирова владела поместьем в Ржевском уезде (1684). Московский дворянин (1676) Василий Иванович владел поместьем в Вяземском уезде (1685), стольник и полковник (1688). Максим Иванович послан в Ругодив для приёма иностранцев, принятых на русскую службу (1698).
Четверо представителей рода владели населёнными имениями (1699).

## Описание гербов

#### Герб. Часть XI. № 106.
Герб майора Семена Володимерова: щит полурассечён-пересечён. В первой, червлёной части, три золотые о шести лучах звезды (польский герб Карп). Во второй, лазоревой части, золотая зубчатая стена, увенчанная такою же круглою башнею. В третьей, серебряной части, зелёный лавровый венок, через который положен в перевязь влево, лазоревый с золотою рукоятью меч.
Щит увенчан дворянскими шлемом и короною. Нашлемник: три серебряных страусовых пера. Намёт: справа — червлёный, с золотом, слева — лазоревый, с золотом.

#### Герб. Часть IV. № 148.
Герб Ивана Федоровича Володимерова: щит разделен диагонально к левому нижнему углу голубой полосой, на которой изображены: шестиугольная золотая звезда и золотая же пчела, а по сторонам полосы видны два черных орлиных крыла. Щит увенчан обыкновенным дворянским шлемом с тремя страусовыми перьями. Намёт на щите серебряный, подложенный голубым.

#### Герб. Часть VII. № 93.
Герб рода Володимеровых: в щите, разделенном горизонтально надвое, в верхней половине в голубом поле видны выходящие из нижних углов золотые львиные лапы, держащие крестообразно две шпаги, а в нижней части, в серебряном поле, вертикально посредине означена красная зубчатая стена. Щит увенчан дворянским шлемом и короною. Намёт на щите красный, подложенный серебром.

## Известные представители
- Владимиров Тимофей Юрьевич — зубцовский городовой дворянин (1612).
- Владимиров Нелюб Афанасьевич — владимирский городовой дворянин (1613).
- Владимиров Гавриил Иванович — московский дворянин (1677).
- Владимиров Степан Михайлович — стряпчий (1692).
- Владимировы: Пётр Кириллович и Василий Лукич — московские дворяне (1695).
- Владимиров Василий Лукич — воевода в Шацке (1702)[4].